# エドワード・カルヴァート
エドワード・カルヴァート（Edward Calvert、1799年9月20日 - 1883年7月14日）は、イギリスの版画家、画家である。

## 略歴
イングランド南西部デヴォンのアップルドア(Appledore)で生まれた。アップルドアは1855年に有名な造船所ができることになるの河口の村であった。父親は海軍の士官で 、しばらく海軍に入隊した後、プリマスで美術を学び始め、1824年からはロンドンのロイヤル・アカデミー・オブ・アーツの美術学校で学んだ。
詩人で挿絵画家、版画家でもあったウィリアム・ブレイク(1757-1827)の版画作品から影響を受け、ブレークを信奉するジョン・リネル(1792-1882)やサミュエル・パーマー(1805-1881)らの美術家グループ「Ancients」に加わった。
エドワード・カルヴァートはこの頃から制作していた木版画が後世、高い評価を得ることになるが、存命中は友人たちの間でしか知られておらず、息子によって1893年に版画集が出版されたことによって広く知られることになった 。版画家としてはエッチングの作品も制作した。
結婚して、ロンドン近郊のダルストン(Dalston)やハックニー(Hackney)近くで暮らし、古典的な絵画を描いていたが、絵画についてはあまり評価されていない。
カルヴァートの約65点の素描や約40点の版画とそれらの版木は大英博物館が所蔵している。
1883年にロンドンで没した。
三男のサミュエル・カルヴァート(Samuel Calvert: 1828–1913) はオーストラリアで画家、版画家として活躍し、1893年に父親の回想録を出版した。

## 作品

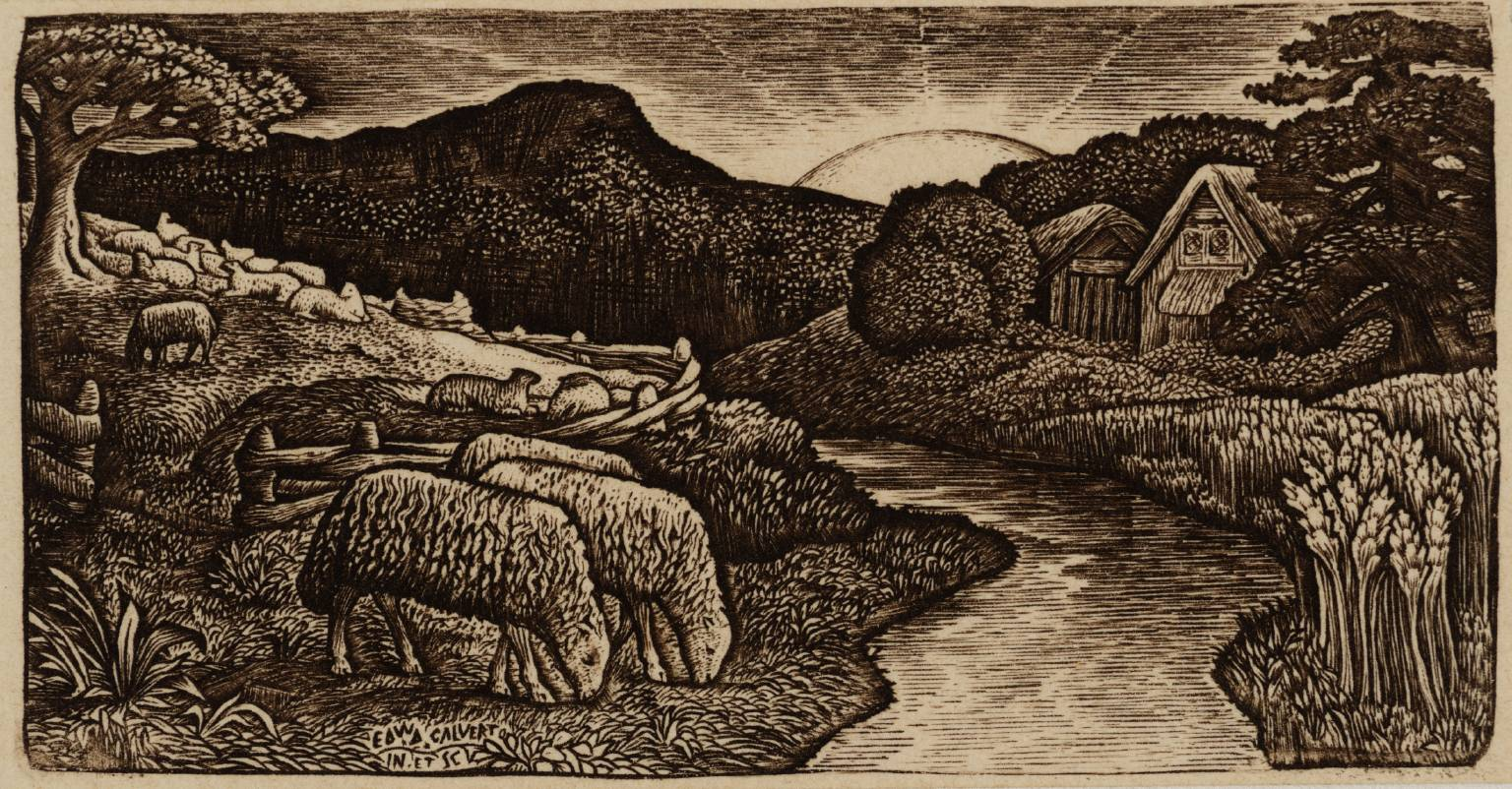
牧場の羊 (c.1828)
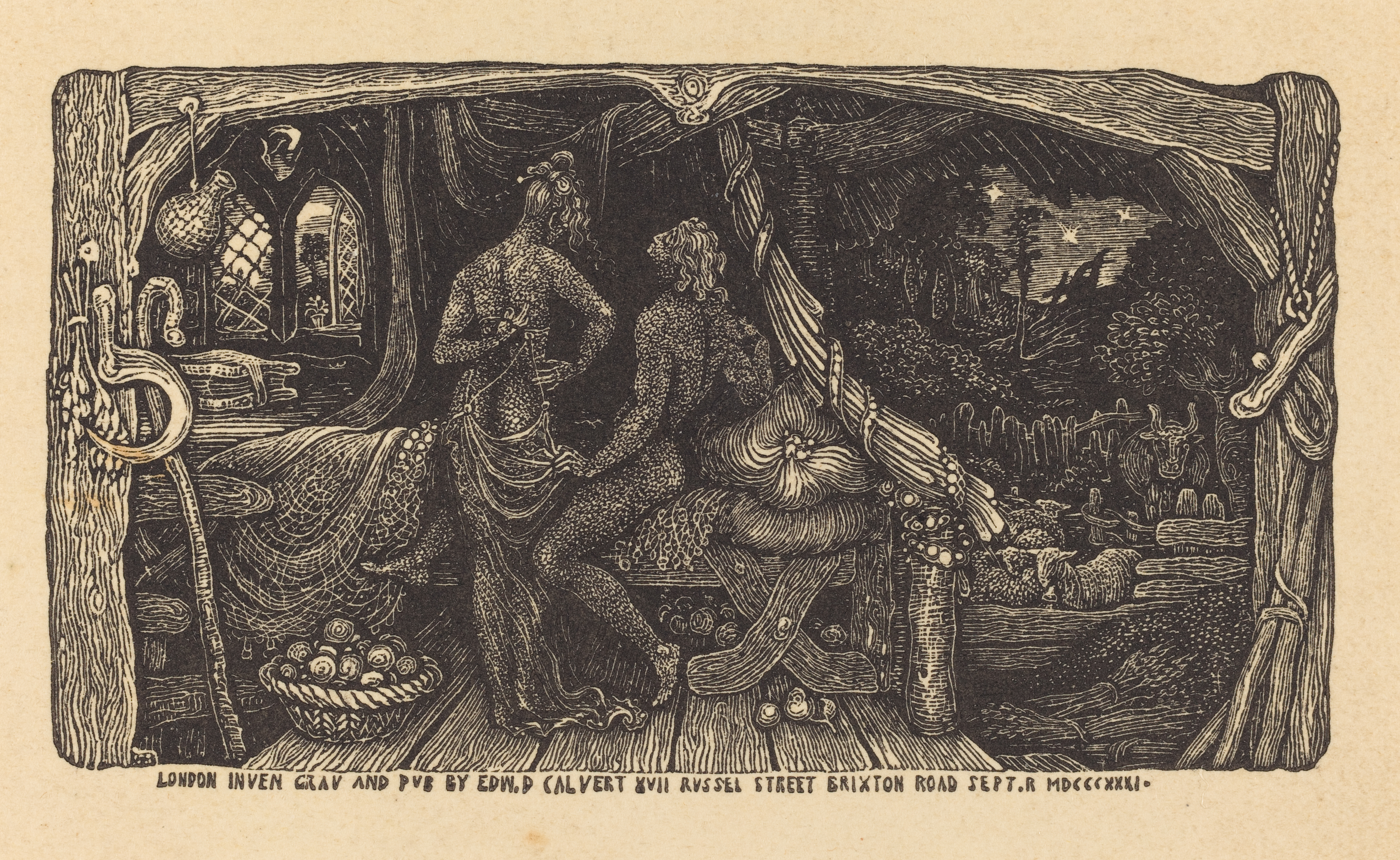
"Chamber Idyll" (1831) ナショナル・ギャラリー (ワシントン)
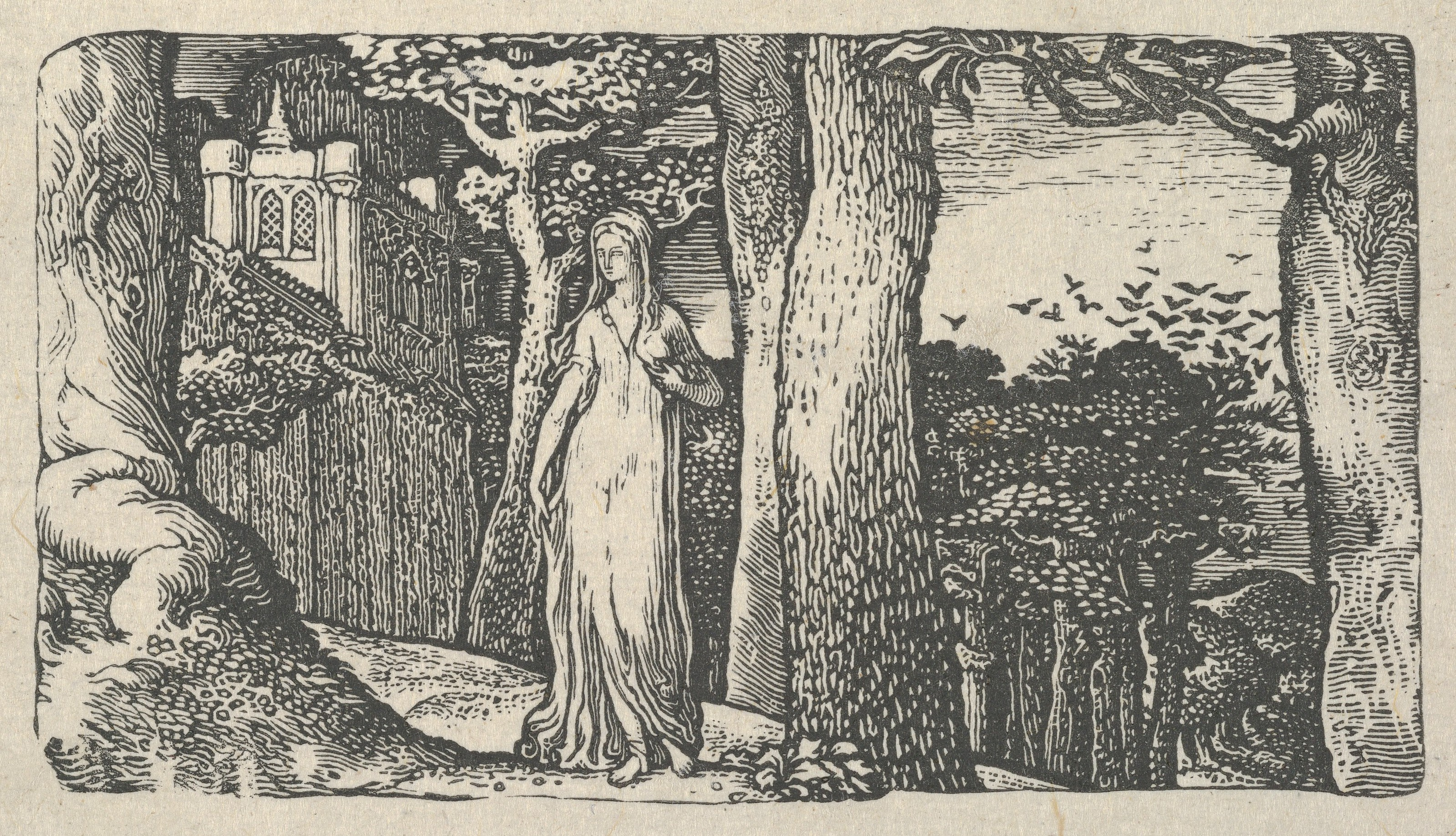
カラスを抱く貴婦人 (1829) メトロポリタン美術館
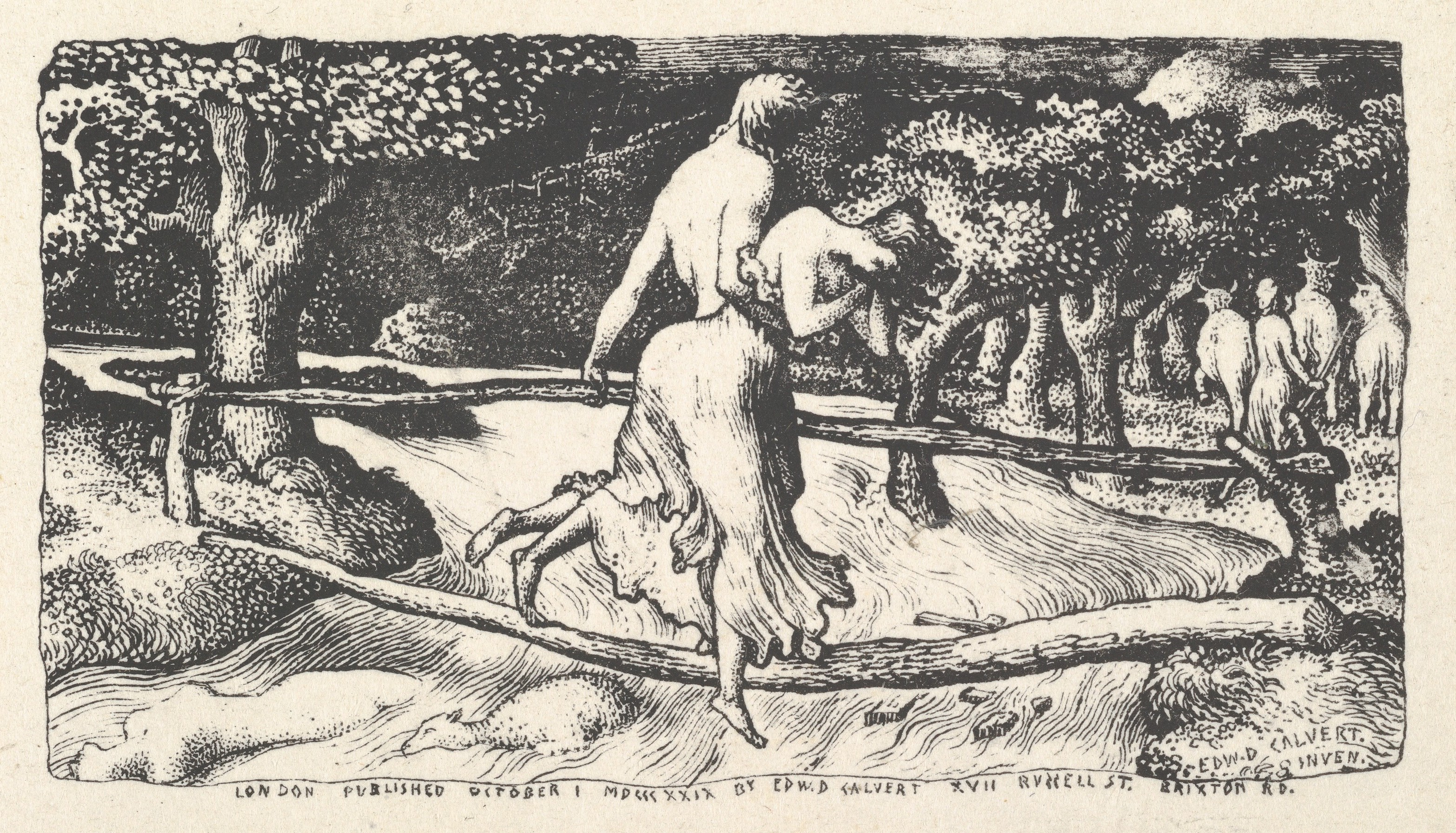
"The Flood" (1829) メトロポリタン美術館
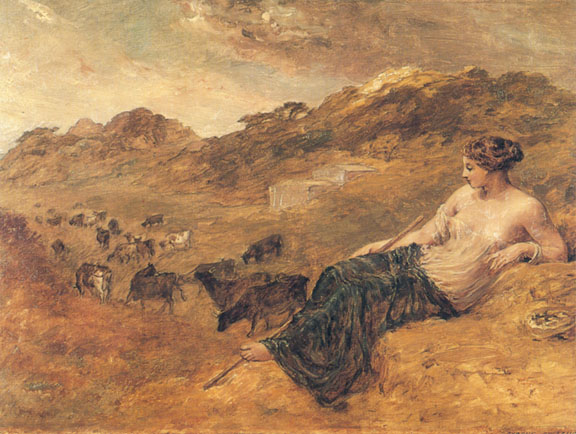
(絵画)"Cyrene and Cattle"
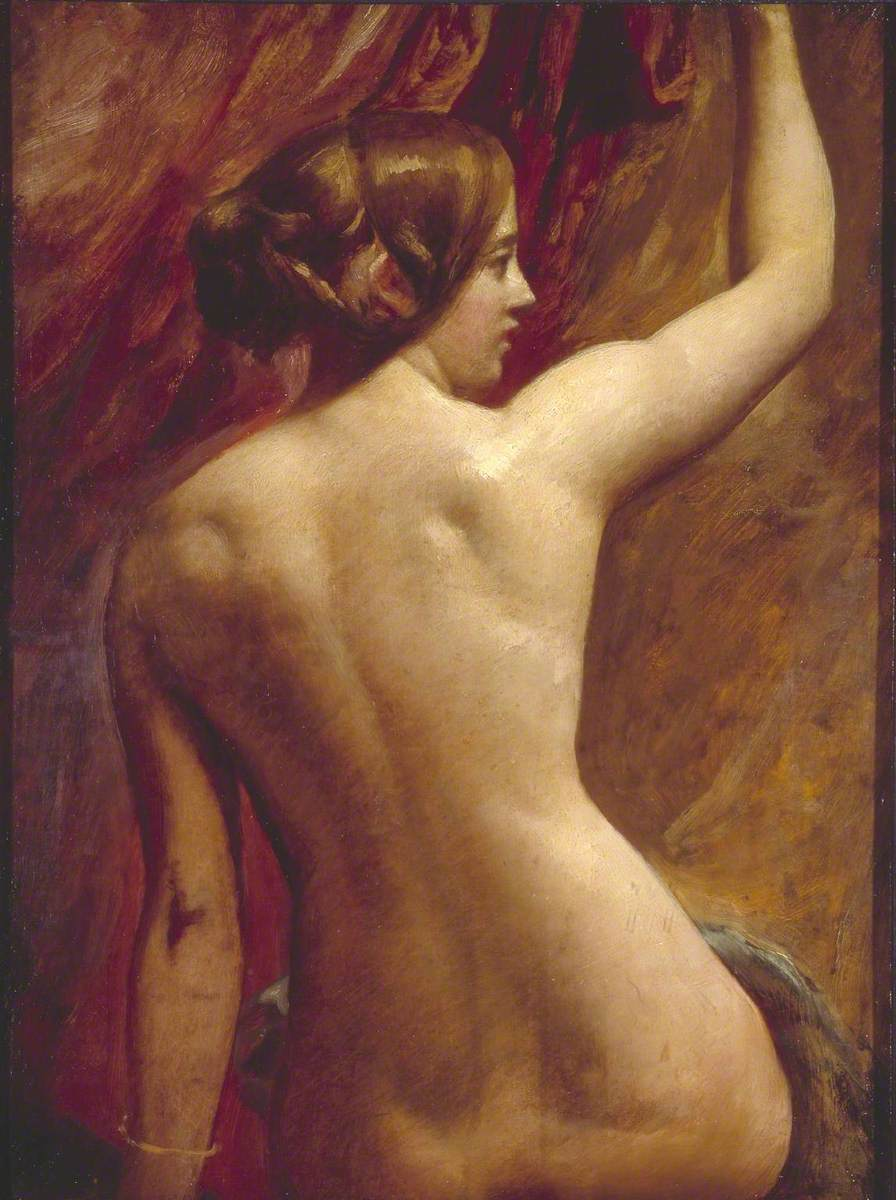
習作、ヌード